# Olympische Sommerspiele 2012/Leichtathletik – 400 m Hürden (Männer)

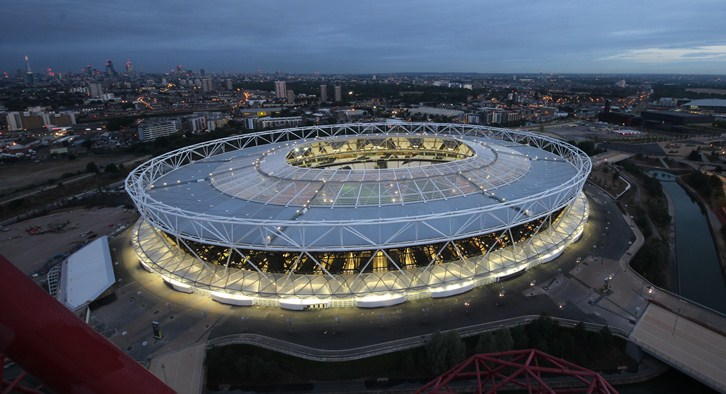
Das Olympiastadion von London im Jahr 2015

Der 400-Meter-Hürdenlauf der Männer bei den Olympischen Spielen 2012 in London wurde am 3., 4. und 6. August 2012 im Olympiastadion London ausgetragen. Fünfzig Athleten nahmen teil.
Olympiasieger wurde Félix Sánchez aus der Dominikanischen Republik. Der US-Amerikaner Michael Tinsley gewann die Silbermedaille, Bronze ging an Javier Culson aus Puerto Rico.
Für Deutschland ging Silvio Schirrmeister an den Start, der in der Vorrunde ausschied.

Athleten aus der Schweiz, Österreich und Liechtenstein nahmen nicht teil.

## Aktuelle Titelträger
| Olympiasieger                      | Angelo Taylor ( USA)                       | 47,25 s                                    | Peking 2008       |
| Weltmeister                        | David Greene ( Großbritannien)             | 48,26 s                                    | Daegu 2011        |
| Europameister                      | Rhys Williams ( Großbritannien)            | 49,33 s                                    | Helsinki 2012     |
| Zentralamerika und Karibik-Meister | Leford Green ( Jamaika)                    | 49,03 s                                    | Mayagüez 2011     |
| Südamerika-Meister                 | Andrés Silva ( Uruguay)                    | 49,94 s                                    | Buenos Aires 2011 |
| Asienmeister                       | Takatoshi Abe ( Japan)                     | 49,64 s                                    | Kōbe 2011         |
| Afrikameister                      | Cristian Morton ( Nigeria)                 | 49,32 s                                    | Porto-Novo 2012   |
| Ozeanienmeister                    | Wettbewerb nicht im Meisterschaftsprogramm | Wettbewerb nicht im Meisterschaftsprogramm | Gold Coast 2012   |

## Rekorde

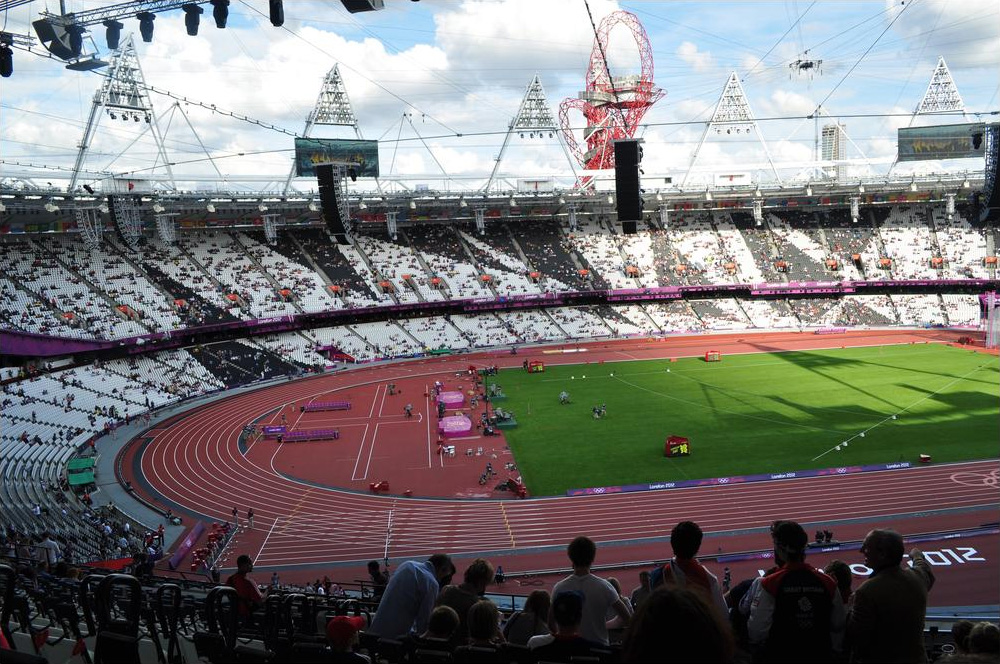
Das Olympiastadion während der Olympischen Spiele 2012

### Bestehende Rekorde
| Weltrekord         | Kevin Young ( USA) | 46,78 s | Finale OS Barcelona, Spanien | 6. August 1992 |
| Olympischer Rekord | Kevin Young ( USA) | 46,78 s | Finale OS Barcelona, Spanien | 6. August 1992 |

Der bestehende Olympiarekord, gleichzeitig Weltrekord, wurde bei diesen Spielen nicht erreicht. Im schnellsten Rennen, dem Finale am 6. August, verfehlte Olympiasieger Félix Sánchez aus der Dominikanischen Republik mit seinen 47,63 s diesen Rekord um 85 Hundertstelsekunden.

### Rekordverbesserungen
Es wurden zwei Landesrekorde aufgestellt:
- 49,21 s – Emir Bekrić (Serbien), dritter Vorlauf am 3. August
- 47,96 s – Jehue Gordon (Trinidad und Tobago), erstes Halbfinale am 4. August

Anmerkung:
Alle Zeiten in diesem Beitrag sind nach Ortszeit London (UTC±0) angegeben.

## Vorläufe
Es wurden sechs Vorläufe durchgeführt. Für das Halbfinale qualifizierten sich pro Lauf die ersten drei Athleten (hellblau unterlegt). Darüber hinaus kamen die sechs Zeitschnellsten, die sogenannten Lucky Loser (hellgrün unterlegt), weiter.

### Vorlauf 1

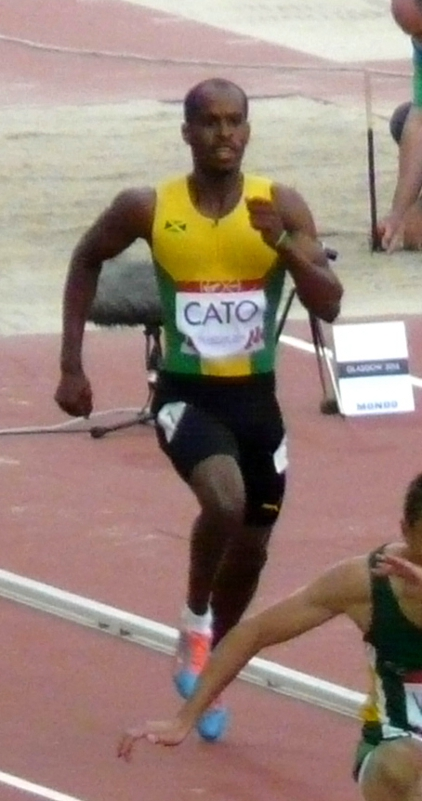
Roxroy Cato – ausgeschieden als Fünfter des ersten Vorlaufs
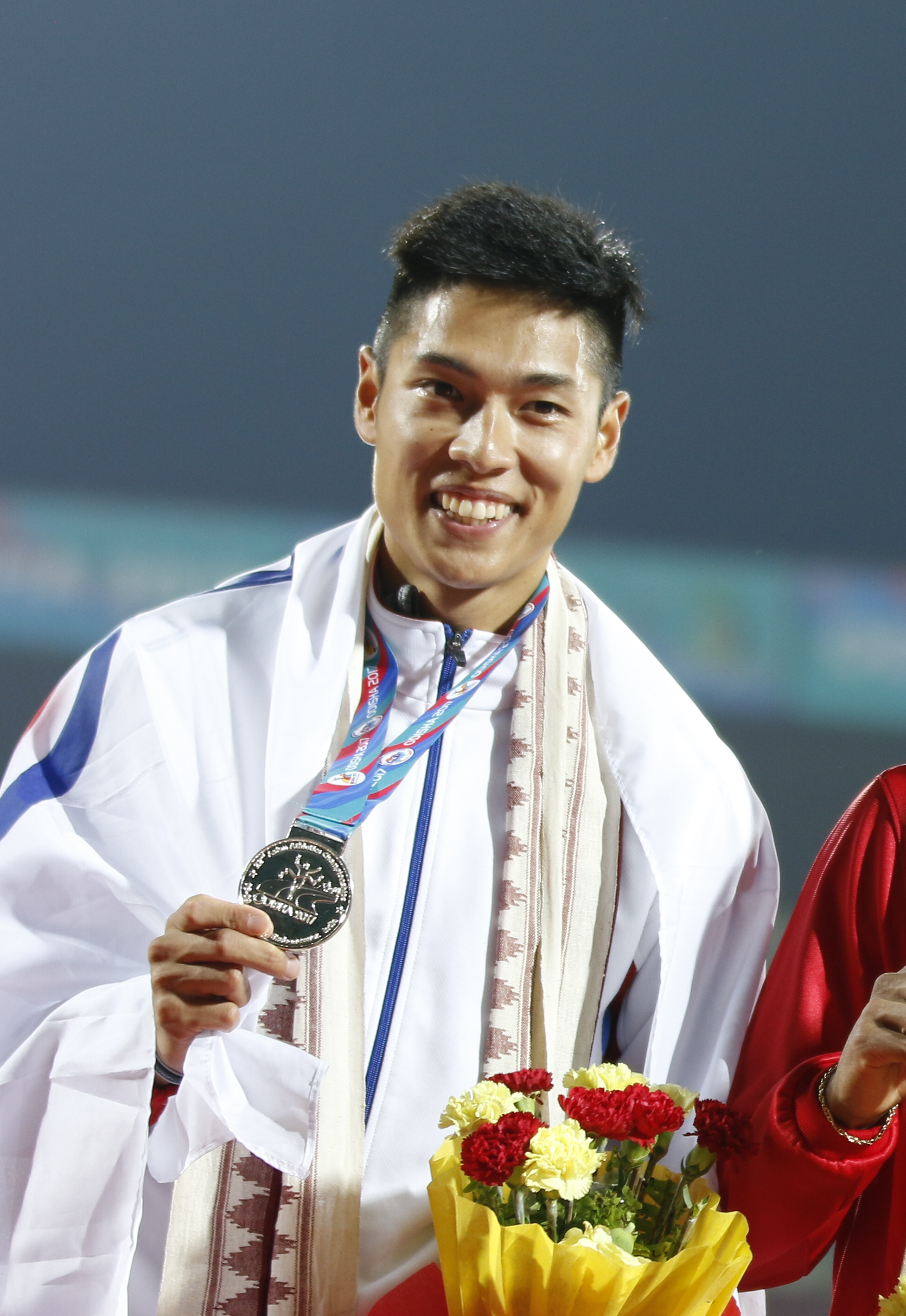
Chen Chieh – ausgeschieden als Sechster des ersten Vorlaufs

3. August 2012, 11:15 Uhr
| Platz | Name               | Nation              | Zeit (s) | Anmerkung                                              |
| ----- | ------------------ | ------------------- | -------- | ------------------------------------------------------ |
| 1     | Amaurys Valle      | Kuba                | 49,19    |                                                        |
| 2     | Brendan Cole       | Australien          | 49,24    |                                                        |
| 3     | Amaechi Morton     | Nigeria             | 49,34    |                                                        |
| 4     | Kenneth Medwood    | Belize              | 49,78    |                                                        |
| 5     | Roxroy Cato        | Jamaika             | 50,22    |                                                        |
| 6     | Chen Chieh         | Chinesisch Taipeh   | 50,27    |                                                        |
| 7     | Li Zhilong         | Volksrepublik China | 50,36    |                                                        |
| DSQ   | Takayuki Kishimoto | Japan               |          | IAAF Regel 168.7a – Regelwidrige Überquerung der Hürde |

### Vorlauf 2

Andrew Riley – ausgeschieden als Fünfter des zweiten Vorlaufs
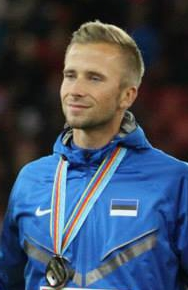
Rasmus Mägi – ausgeschieden als Fünfter des zweiten Vorlaufs

3. August 2012, 11:22 Uhr

| Platz | Name             | Nation                  | Zeit (s) | Anmerkung                                              |
| ----- | ---------------- | ----------------------- | -------- | ------------------------------------------------------ |
| 1     | Michael Tinsley  | USA                     | 49,13    |                                                        |
| 2     | Leford Green     | Jamaika                 | 49,30    |                                                        |
| 3     | Kurt Couto       | Mosambik                | 49,31    |                                                        |
| 4     | Eric Alejandro   | Puerto Rico             | 49,39    |                                                        |
| 5     | Andrew Riley     | Jamaika                 | 49,59    |                                                        |
| 6     | Rasmus Mägi      | Estland                 | 50,05    |                                                        |
| 7     | Winder Cuevas    | Dominikanische Republik | 50,15    |                                                        |
| DSQ   | Akihiko Nakamura | Japan                   |          | IAAF Regel 168.7a – Regelwidrige Überquerung der Hürde |
| DNS   | Kariem Hussein   | Schweiz                 |          |                                                        |

### Vorlauf 3

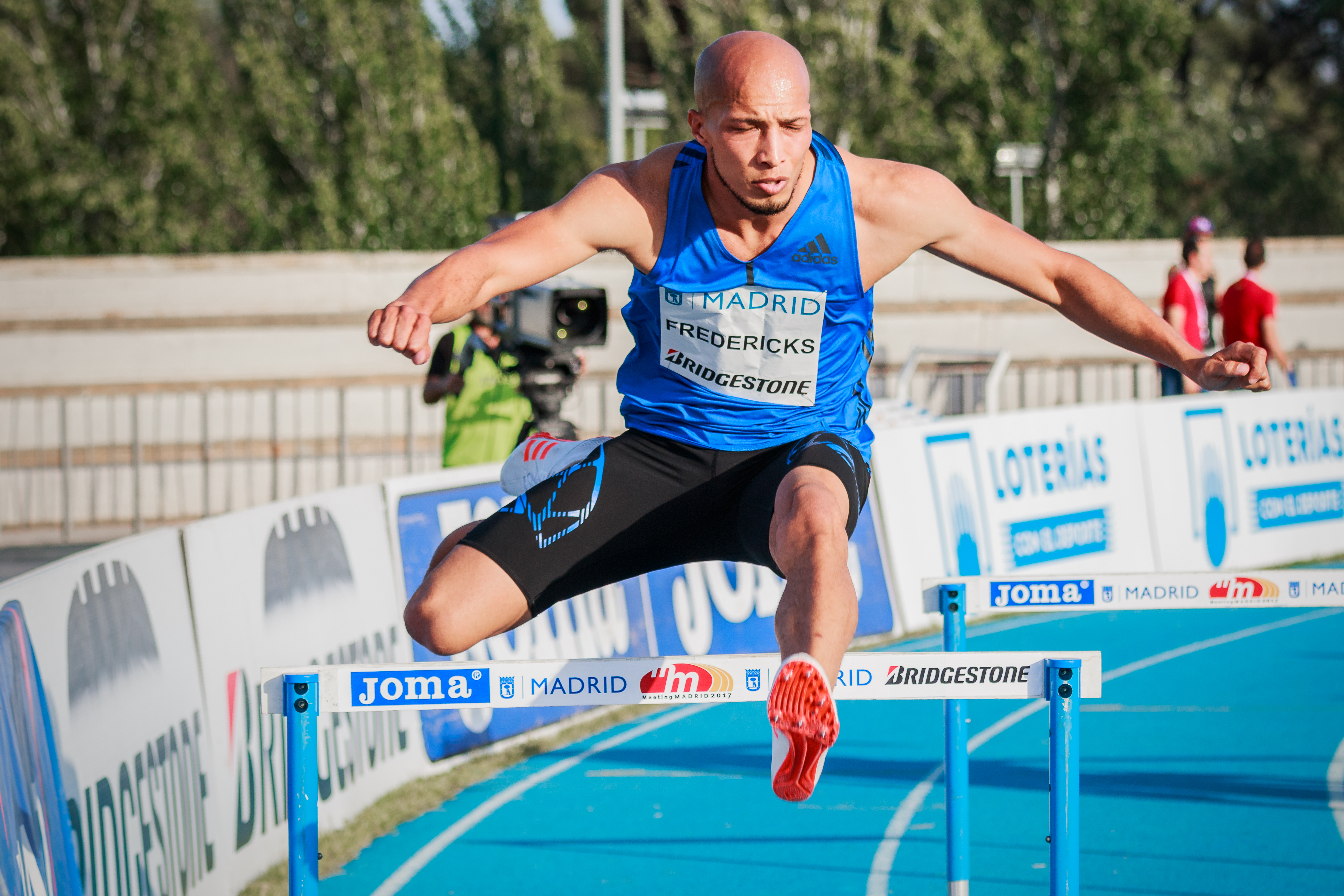
Cornel Fredericks – ausgeschieden
als Achter des dritten Vorlaufs

3. August 2012, 11:29 Uhr
| Platz | Name                           | Nation              | Zeit (s) | Anmerkung                                              |
| ----- | ------------------------------ | ------------------- | -------- | ------------------------------------------------------ |
| 1     | David Greene                   | Großbritannien      | 48,98    |                                                        |
| 2     | Emir Bekrić                    | Serbien             | 49,21    | NR                                                     |
| 3     | José Reynaldo Bencosme de Leon | Italien             | 49,35    |                                                        |
| 4     | Brent LaRue                    | Slowenien           | 49,38    |                                                        |
| 5     | Jamele Mason                   | Puerto Rico         | 49,89    |                                                        |
| 6     | Cheng Wen                      | Volksrepublik China | 50,38    |                                                        |
| 7     | Vincent Kosgei                 | Kenia               | 50,80    |                                                        |
| 8     | Cornel Fredericks              | Südafrika           | 52,29    |                                                        |
| DSQ   | Lankrantien Lamboni            | Togo                |          | IAAF Regel 168.7a – Regelwidrige Überquerung der Hürde |

### Vorlauf 4
3. August 2012, 11:36 Uhr
| Platz | Name                | Nation         | Zeit (s) |
| ----- | ------------------- | -------------- | -------- |
| 1     | Javier Culson       | Puerto Rico    | 48,33    |
| 2     | Kerron Clement      | USA            | 48,48    |
| 3     | Omar Cisneros       | Kuba           | 48,63    |
| 4     | Tristan Thomas      | Australien     | 49,13    |
| 5     | Rhys Williams       | Großbritannien | 49,17    |
| 6     | Michaël Bultheel    | Belgien        | 49,18    |
| 7     | Wjatscheslaw Sakaew | Russland       | 50,36    |
| 8     | Jorge Paula         | Portugal       | 51,40    |
| 9     | Maoulida Darouèche  | Komoren        | 53,49    |

### Vorlauf 5
3. August 2012, 11:43 Uhr
| Platz | Name                  | Nation              | Zeit (s) |
| ----- | --------------------- | ------------------- | -------- |
| 1     | Angelo Taylor         | USA                 | 49,29    |
| 2     | Jehue Gordon          | Trinidad und Tobago | 49,37    |
| 3     | Stanislaw Melnykow    | Ukraine             | 50,13    |
| 4     | Silvio Schirrmeister  | Deutschland         | 50,21    |
| 5     | Periklis Iakovakis    | Griechenland        | 50,27    |
| 6     | Louis Jacobus van Zyl | Südafrika           | 50,31    |
| 7     | Josef Prorok          | Tschechien          | 50,33    |
| 8     | Wiktor Leptikow       | Kasachstan          | 51,67    |

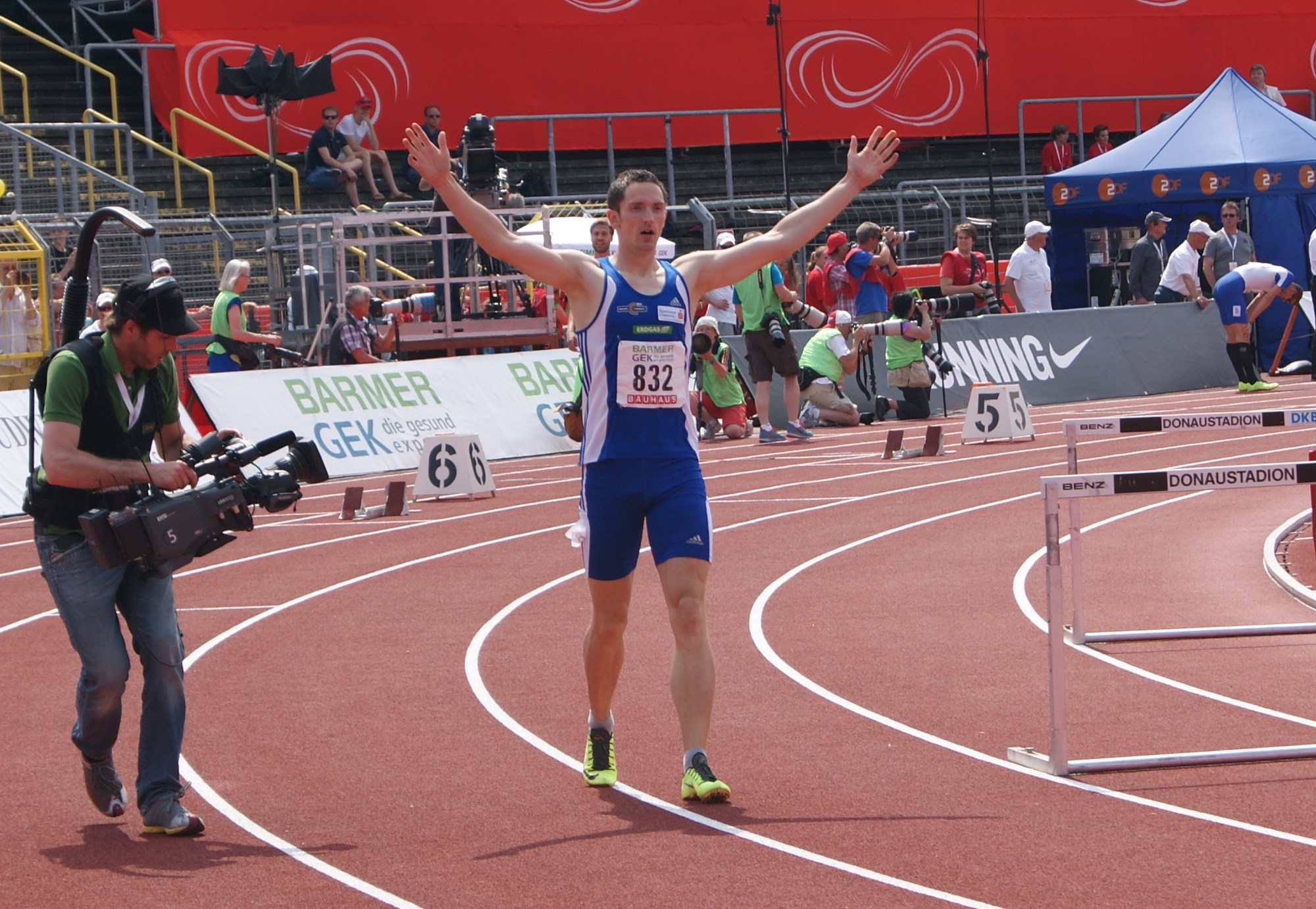
Silvio Schirrmeister – ausgeschieden
als Vierter des fünften Vorlaufs

Weitere im fünften Vorlauf ausgeschiedene Hürdenläufer:

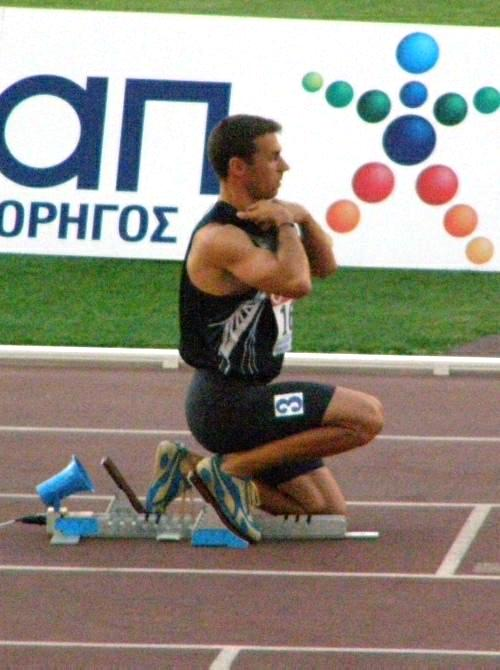
Periklis Iakovakis – Rang fünf
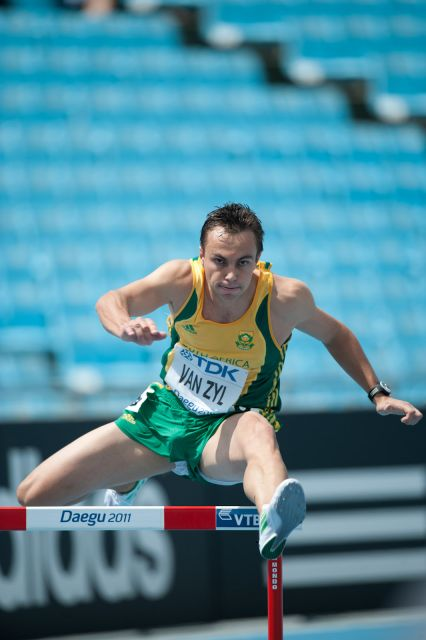
Louis Jacobus van Zyl – Rang sechs
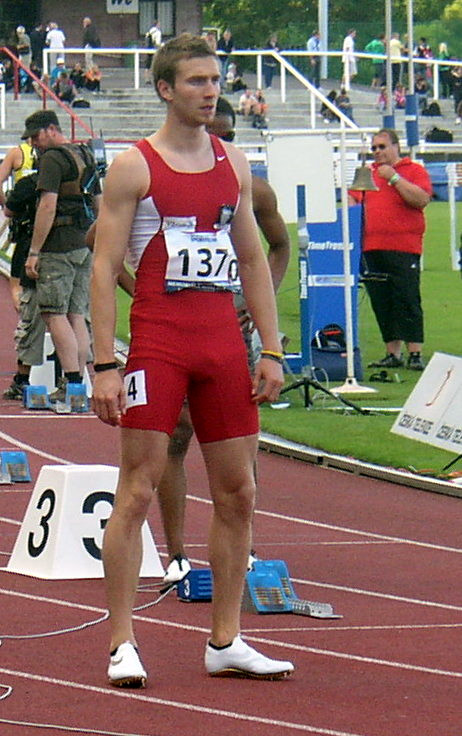
Josef Prorok – Rang sieben

### Vorlauf 6

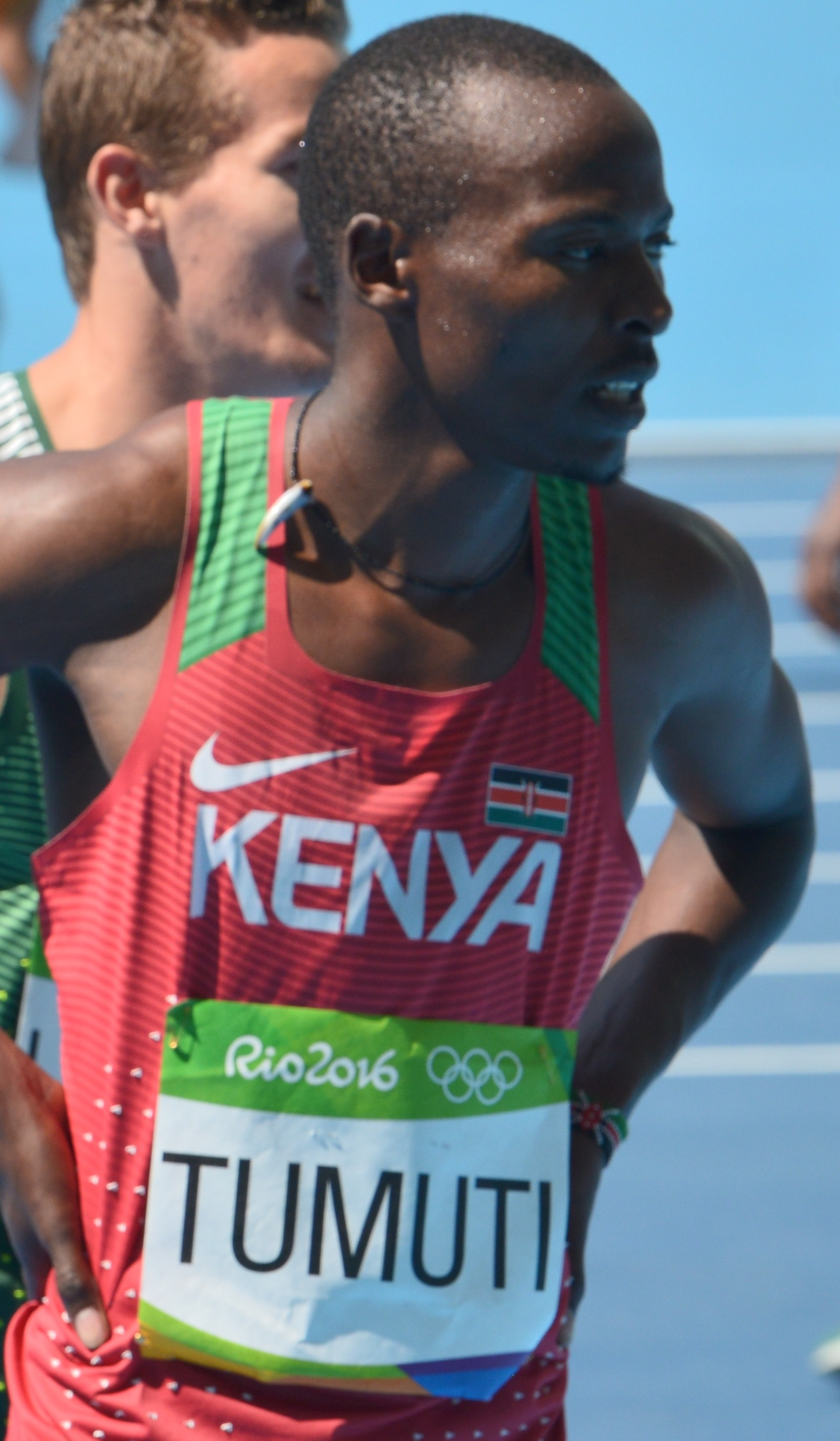
Boniface Mucheru – ausgeschieden als Sechster des sechsten Vorlaufs
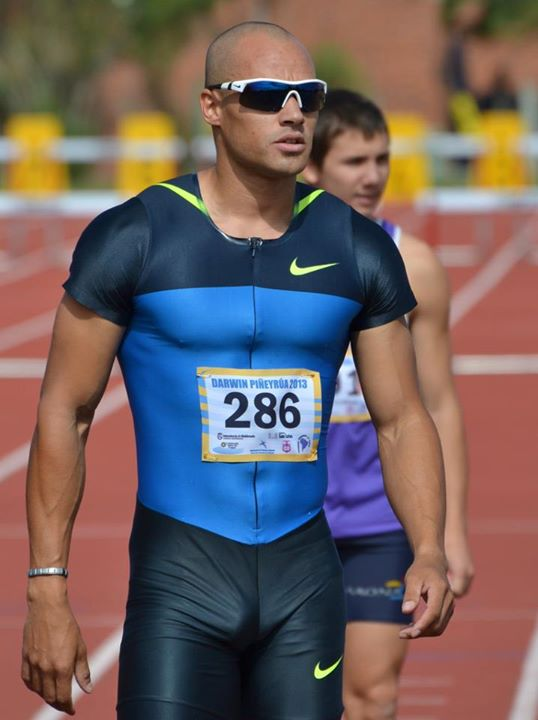
Andrés Silva – ausgeschieden als Achter des sechsten Vorlaufs

3. August 2012, 11:50 Uhr
| Platz | Name               | Nation                  | Zeit (s) |
| ----- | ------------------ | ----------------------- | -------- |
| 1     | Félix Sánchez      | Dominikanische Republik | 49,24    |
| 2     | Jack Green         | Großbritannien          | 49,49    |
| 3     | Mamadou Kassé Hann | Senegal                 | 49,63    |
| 4     | Tetsuya Tateno     | Japan                   | 49,95    |
| 5     | Josef Robertson    | Jamaika                 | 49,98    |
| 6     | Boniface Mucheru   | Kenia                   | 50,33    |
| 7     | Artyom Dyatlov     | Usbekistan              | 51,55    |
| 8     | Andrés Silva       | Uruguay                 | 53,38    |

## Halbfinale
Es wurden drei Halbfinalläufe durchgeführt. Für das Finale qualifizierten sich pro Lauf die ersten zwei Athleten (hellblau unterlegt). Darüber hinaus kamen die zwei Zeitschnellsten, die sogenannten Lucky Loser (hellgrün unterlegt), weiter.

### Lauf 1
4. August 2012, 19:00 Uhr

| Platz | Name               | Nation                  | Zeit (s) | Anmerkung |
| ----- | ------------------ | ----------------------- | -------- | --------- |
| 1     | Félix Sánchez      | Dominikanische Republik | 47,76    |           |
| 2     | Jehue Gordon       | Trinidad und Tobago     | 47,96    | NR        |
| 3     | Kerron Clement     | USA                     | 48,12    |           |
| 4     | David Greene       | Großbritannien          | 48,19    |           |
| 5     | Mamadou Kassé Hann | Senegal                 | 48,80    |           |
| 6     | Michaël Bultheel   | Belgien                 | 49,10    |           |
| 7     | Eric Alejandro     | Puerto Rico             | 49,15    |           |
| 8     | Kurt Couto         | Mosambik                | 51,55    |           |

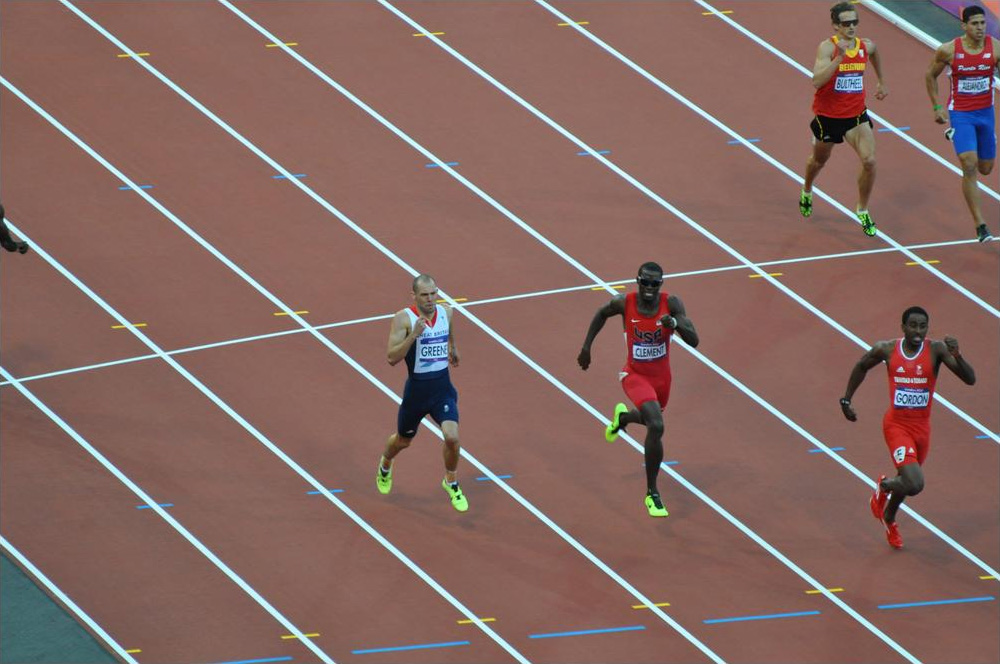
Zieleinlauf des ersten Halbfinals: Jehue Gordon als Zweiter vor Kerron Clement und David Greene / im Hintergrund: Eric Alejandro (7.) und Michael Bultheel (6.)

Im ersten Halbfinale ausgeschiedene Hürdenläufer:

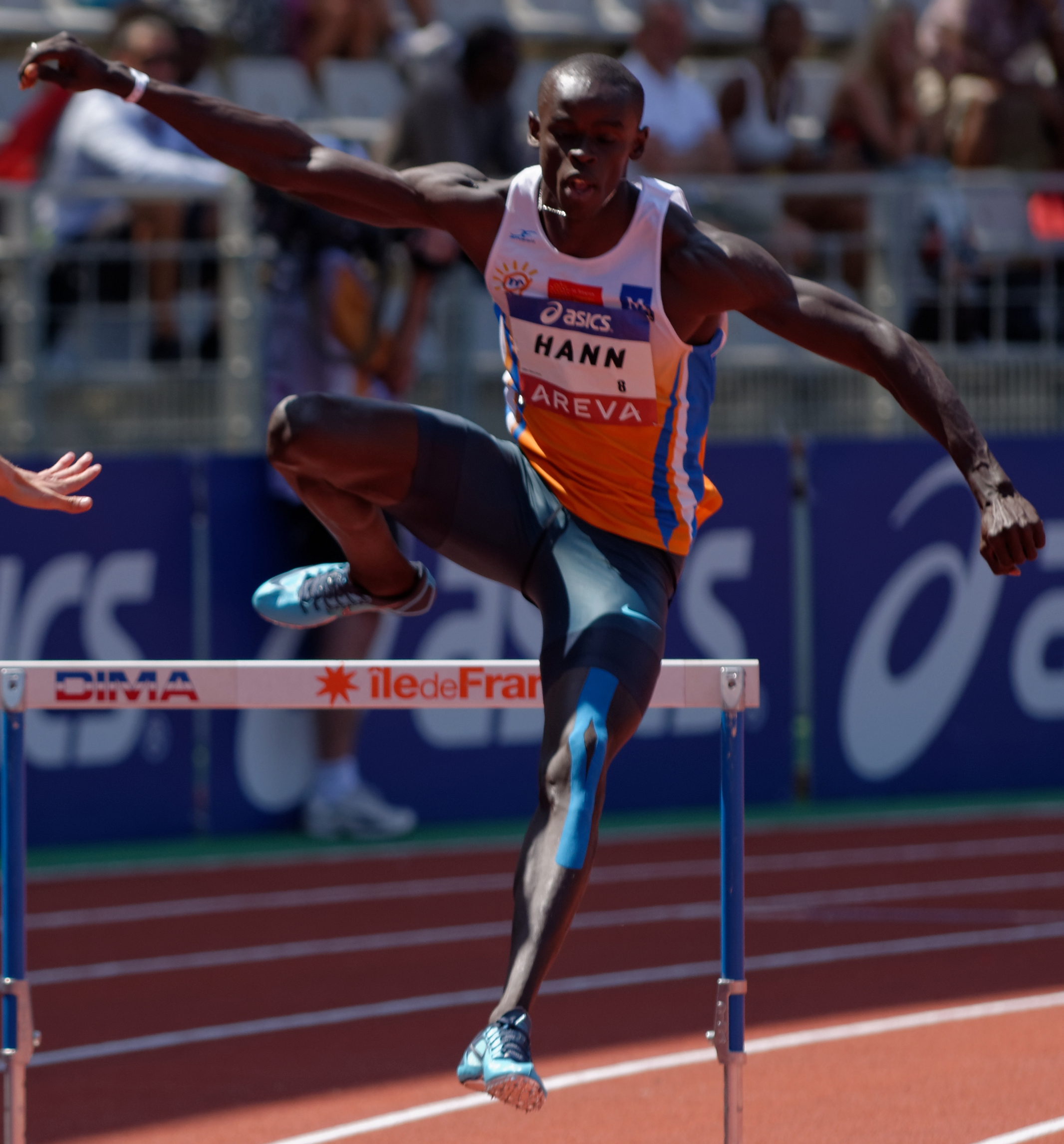
Mamadou Kassé Hann – Rang fünf
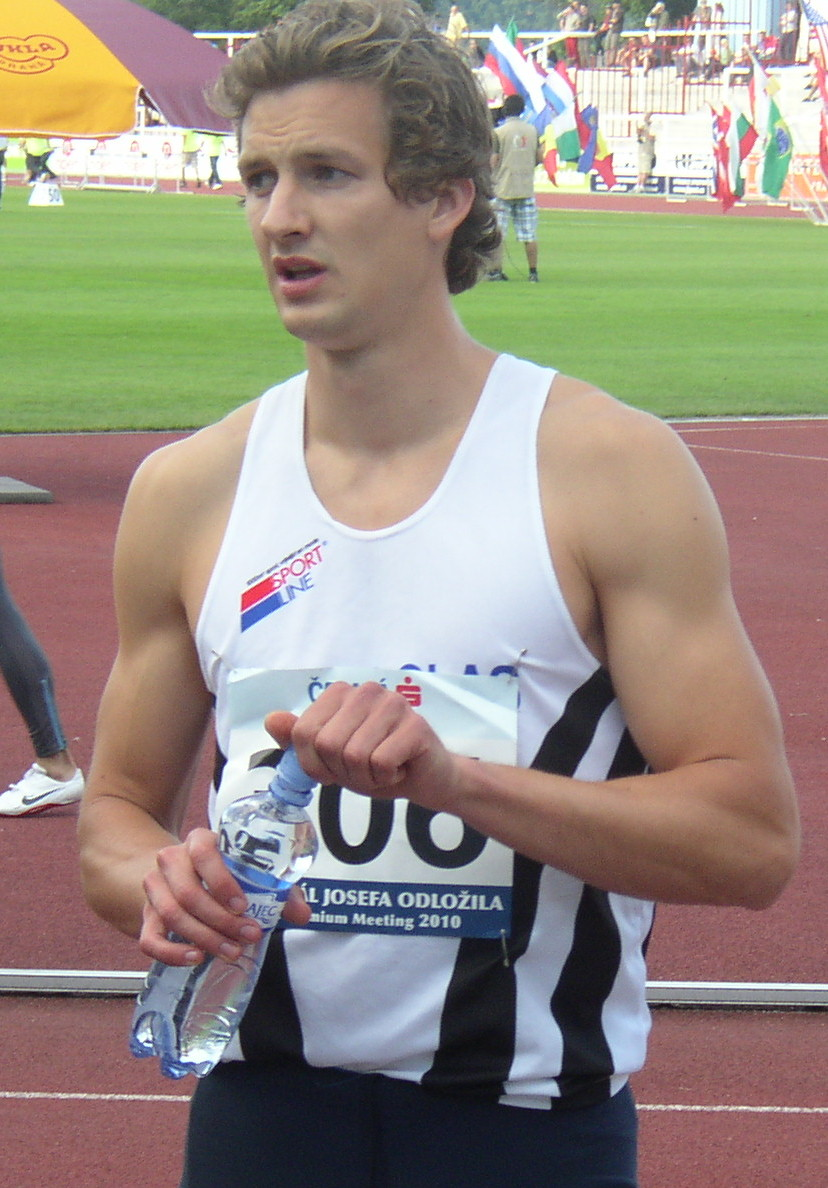
Michaël Bultheel – Rang sechs

### Lauf 2
4. August 2012, 19:08 Uhr
| Platz | Name               | Nation         | Zeit (s) |
| ----- | ------------------ | -------------- | -------- |
| 1     | Javier Culson      | Puerto Rico    | 47,93    |
| 2     | Angelo Taylor      | USA            | 47,95    |
| 3     | Omar Cisneros      | Kuba           | 48,23    |
| 4     | Emir Bekrić        | Serbien        | 49,62    |
| 5     | Kenneth Medwood    | Belize         | 49,87    |
| 6     | Stanislaw Melnykow | Ukraine        | 50,19    |
| 7     | Tristan Thomas     | Australien     | 50,55    |
| DNF   | Jack Green         | Großbritannien |          |

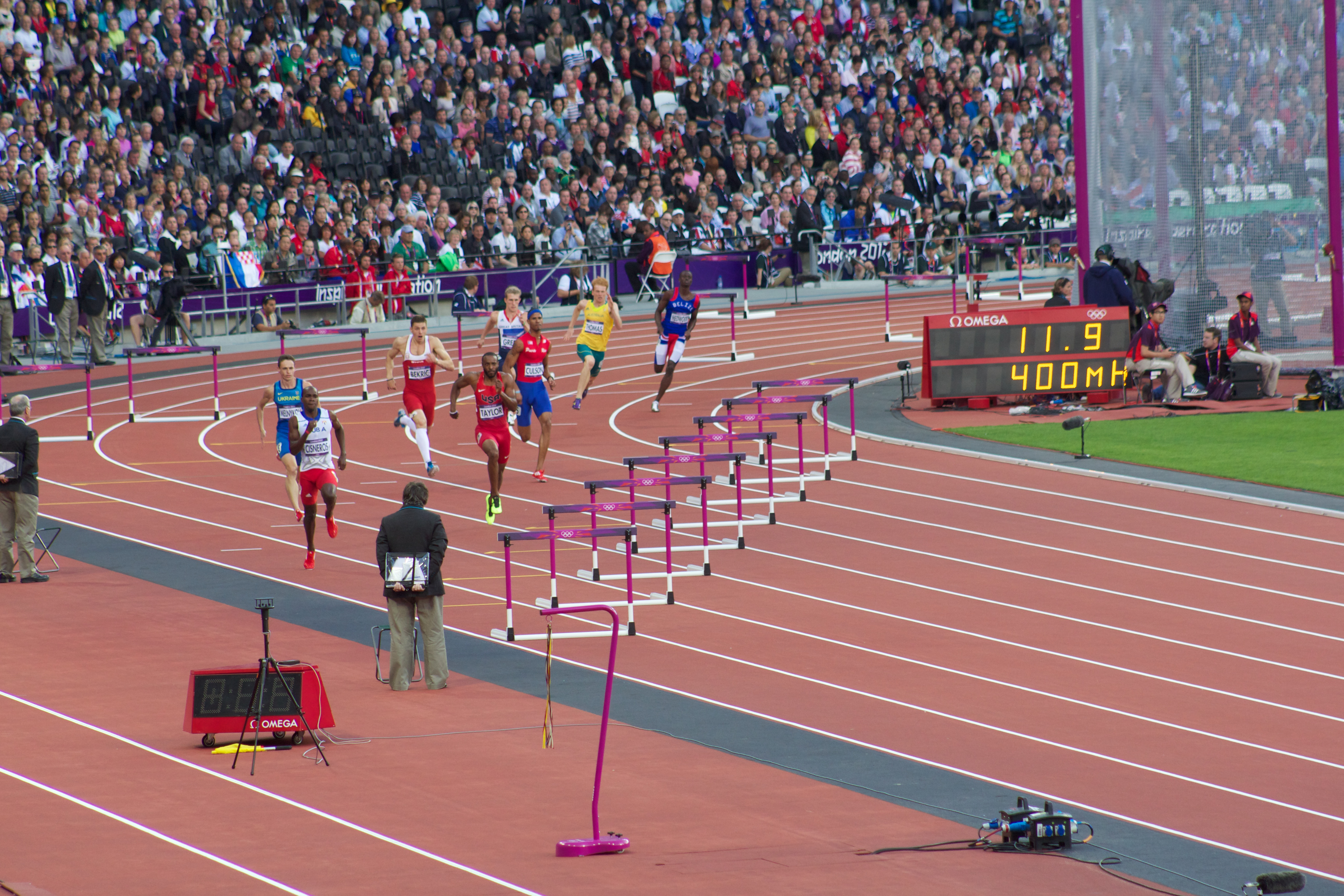
Zweites Halbfinale nach der ersten Kurve: Kenneth Medwood (Bahn 2) / Tristan Thomas (B. 3) / Jack Green (B. 4) / Javier Culson (B. 5) / Emir Bekrić (B. 6) / Stanislaw Melnykow (B. 7) / Omar Cisneros (B. 8)

Im zweiten Halbfinale ausgeschiedene Hürdenläufer:

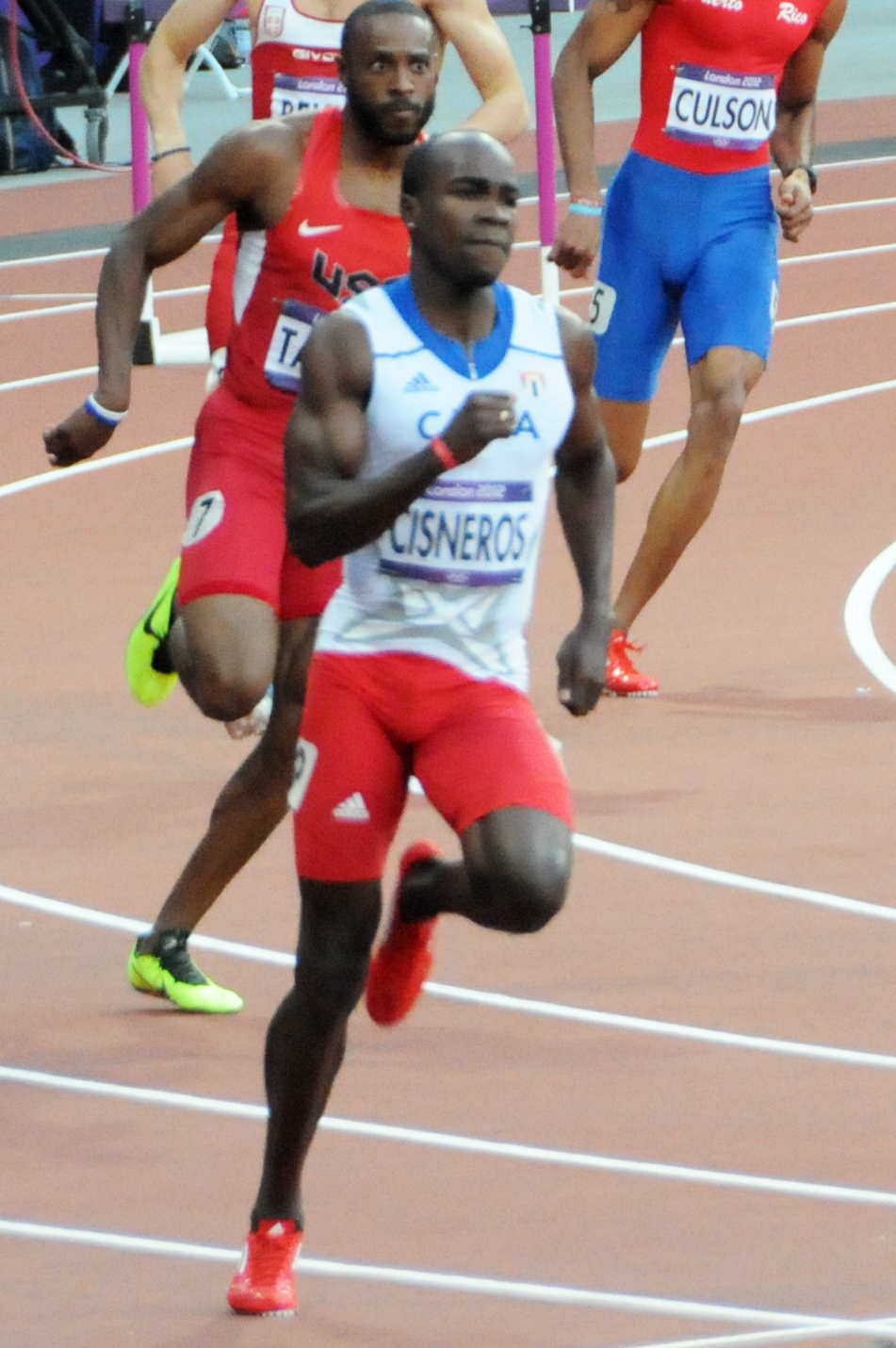
Omar Cisneros (hier als Führender) – Rang drei
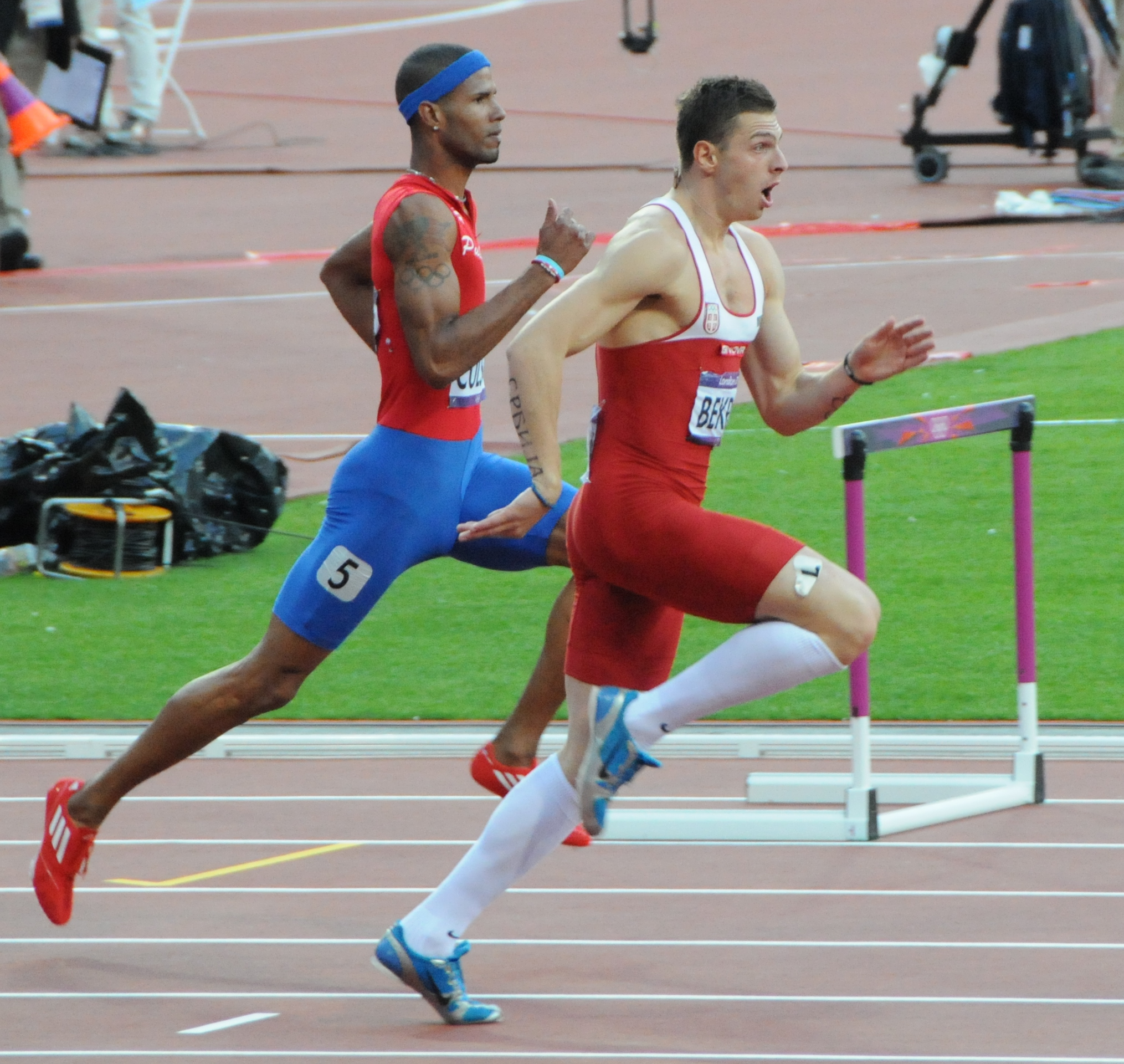
Emir Bekrić (rechts) – Rang vier
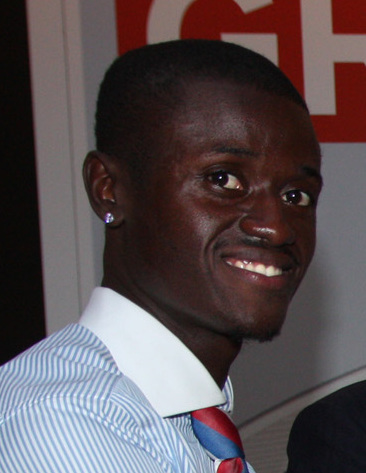
Kenneth Medwood – Rang fünf

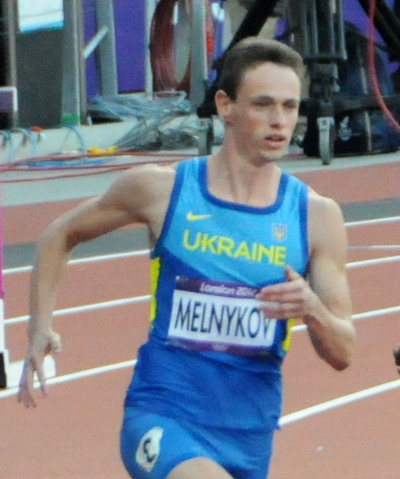
Stanislaw Melnykow – Rang sechs
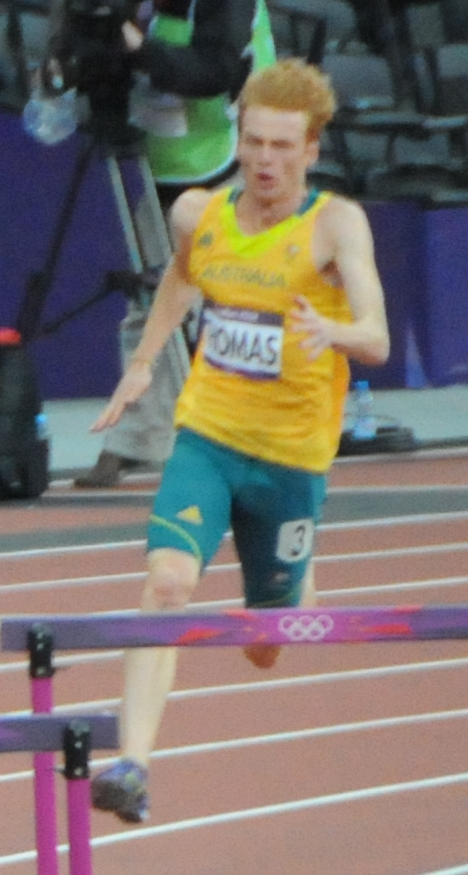
Tristan Thomas – Rang sieben
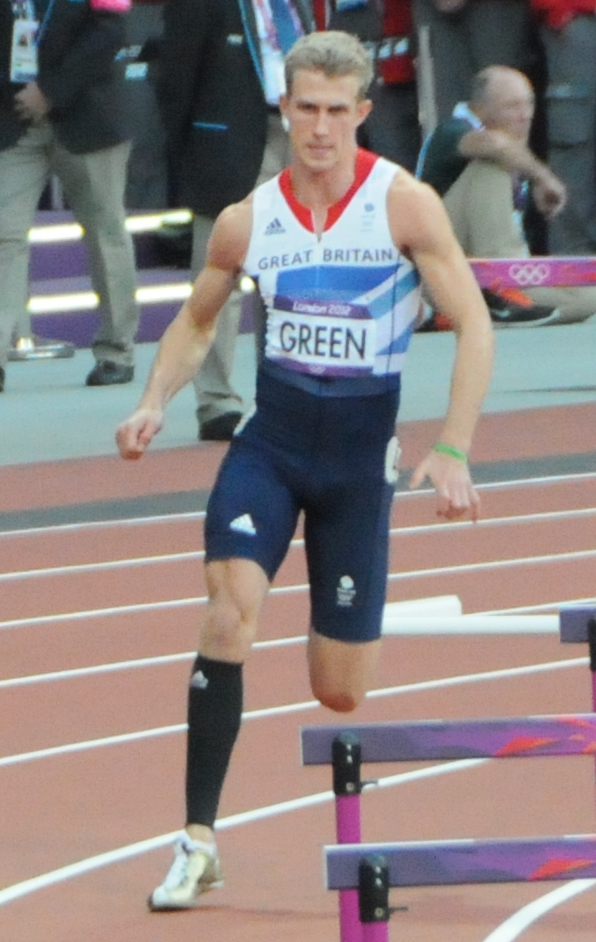
Jack Green – nicht im Ziel

### Lauf 3
4. August 2012, 19:16 Uhr
| Platz | Name                           | Nation         | Zeit (s)                                               | Anmerkung |
| ----- | ------------------------------ | -------------- | ------------------------------------------------------ | --------- |
| 1     | Michael Tinsley                | USA            | 48,18                                                  |           |
| 2     | Leford Green                   | Jamaika        | 48,61                                                  |           |
| 3     | Brent LaRue                    | Slowenien      | 49,45                                                  |           |
| 4     | Rhys Williams                  | Großbritannien | 49,63                                                  |           |
| 5     | Brendan Cole                   | Australien     | 49,65                                                  |           |
| 6     | José Reynaldo Bencosme de Leon | Italien        | 50,07                                                  |           |
| 7     | Amaurys Valle                  | Kuba           | 50,48                                                  |           |
| DSQ   | Amaechi Morton                 | Nigeria        | IAAF Regel 168.7a – Regelwidrige Überquerung der Hürde |           |

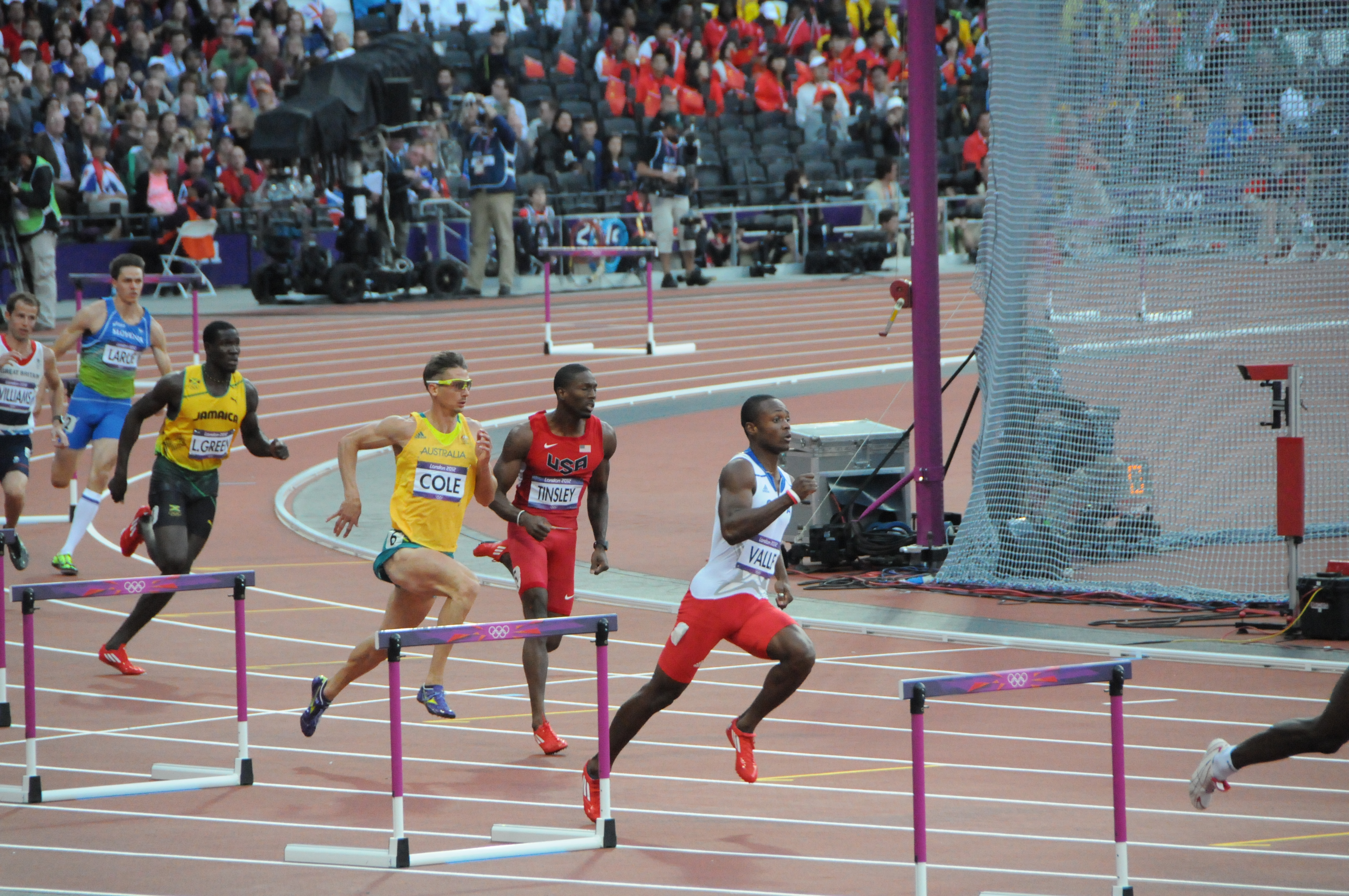
Drittes Halbfinale (v. l. n. r.):
Amaurys Valle, Michael Tinsley, Brendan Cole, Leford Green, Brent LaRue, Rhys Williams

Im dritten Halbfinale ausgeschiedene Hürdenläufer:

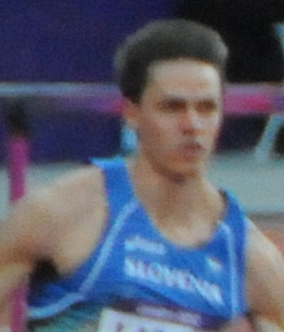
Brent LaRue – Rang drei
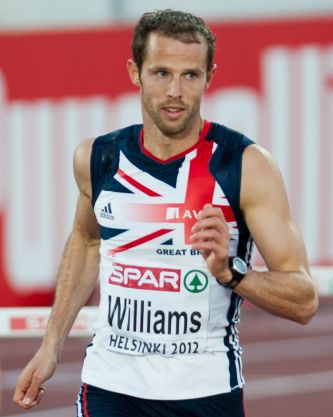
Rhys Williams – Rang vier
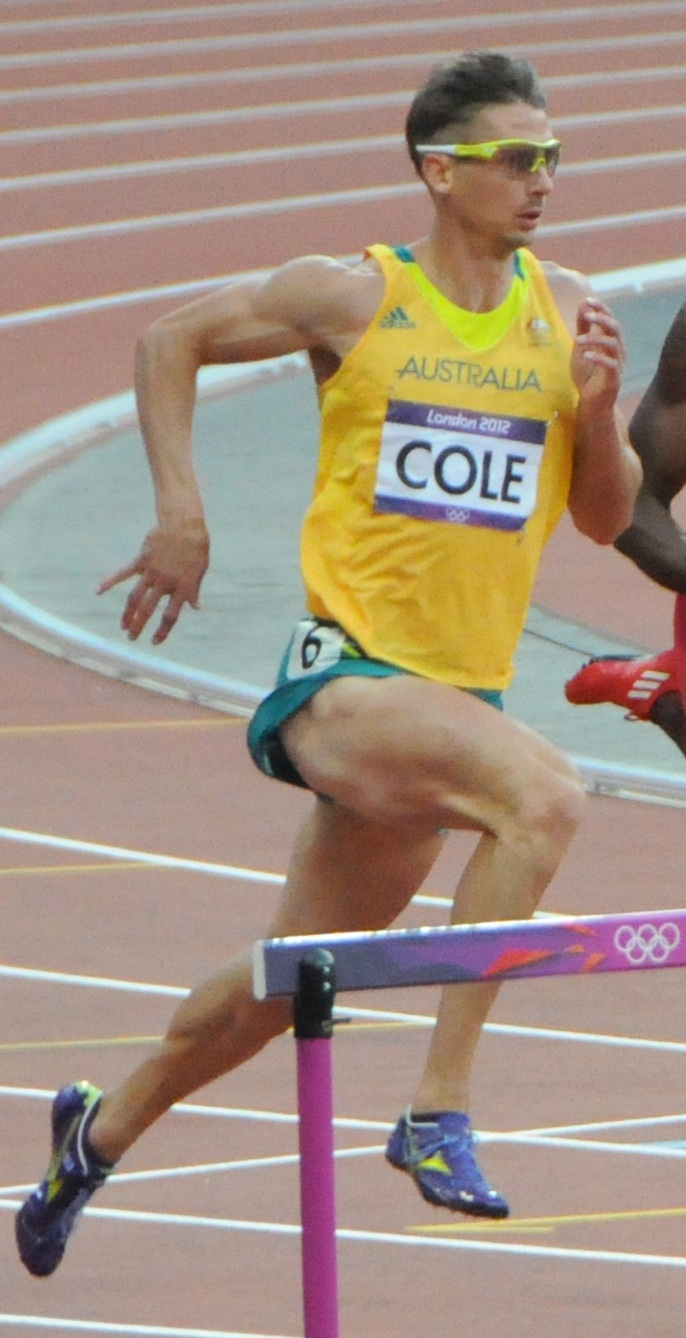
Brendan Cole – Rang fünf
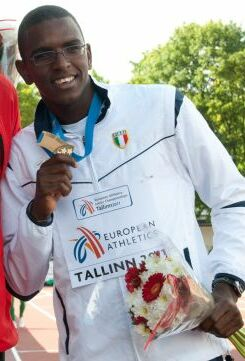
José Bencosme de Leon – Rang sechs
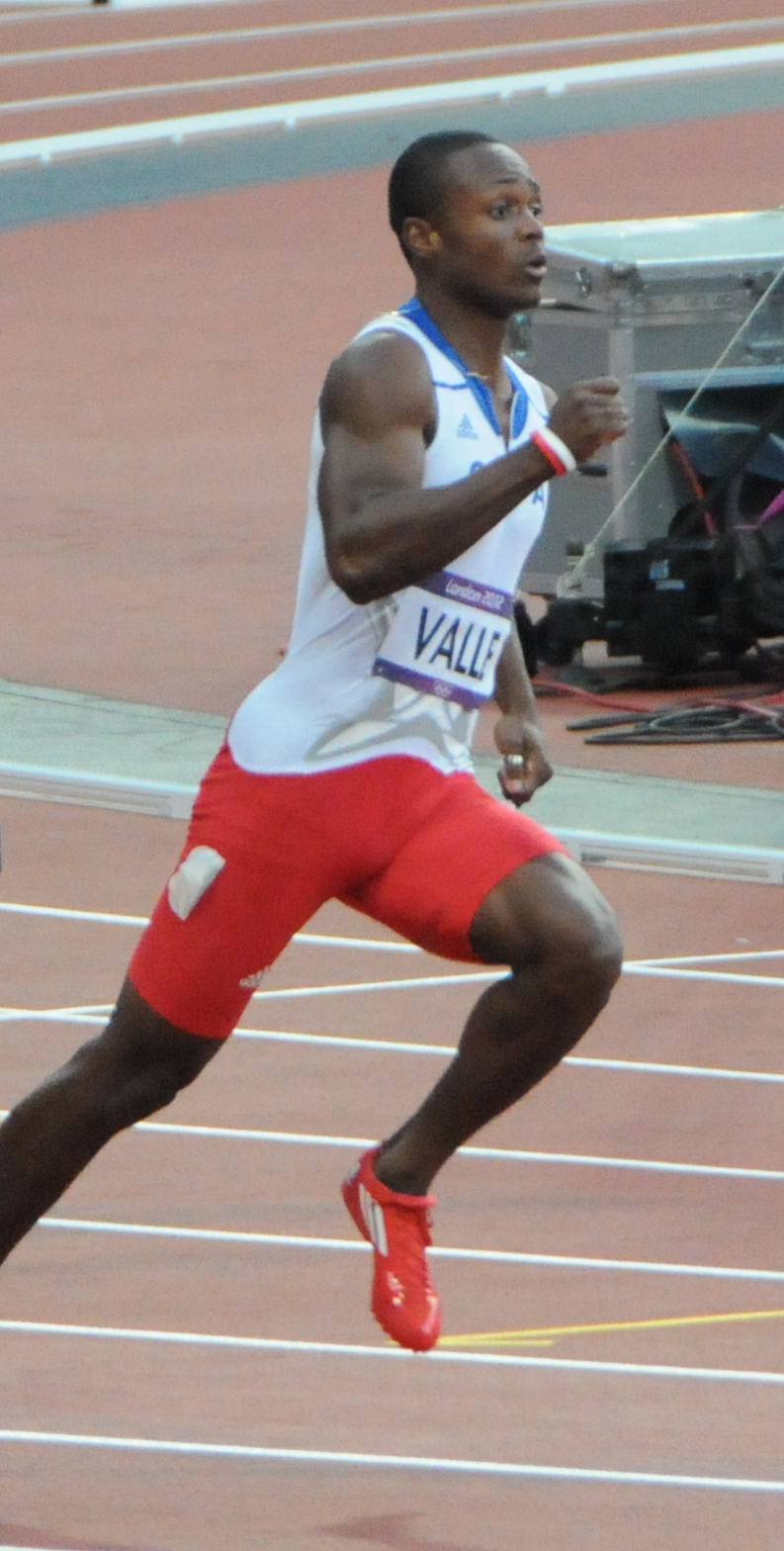
Amaurys Valle – Rang sieben

## Finale
6. August 2012, 20:45 Uhr
| Platz | Name            | Nation                  | Zeit (s) |
| ----- | --------------- | ----------------------- | -------- |
| 1     | Félix Sánchez   | Dominikanische Republik | 47,63    |
| 2     | Michael Tinsley | USA                     | 47,91    |
| 3     | Javier Culson   | Puerto Rico             | 48,10    |
| 4     | David Greene    | Großbritannien          | 48,24    |
| 5     | Angelo Taylor   | USA                     | 48,25    |
| 6     | Jehue Gordon    | Trinidad und Tobago     | 48,86    |
| 7     | Leford Green    | Jamaika                 | 49,12    |
| 8     | Kerron Clement  | USA                     | 49,15    |

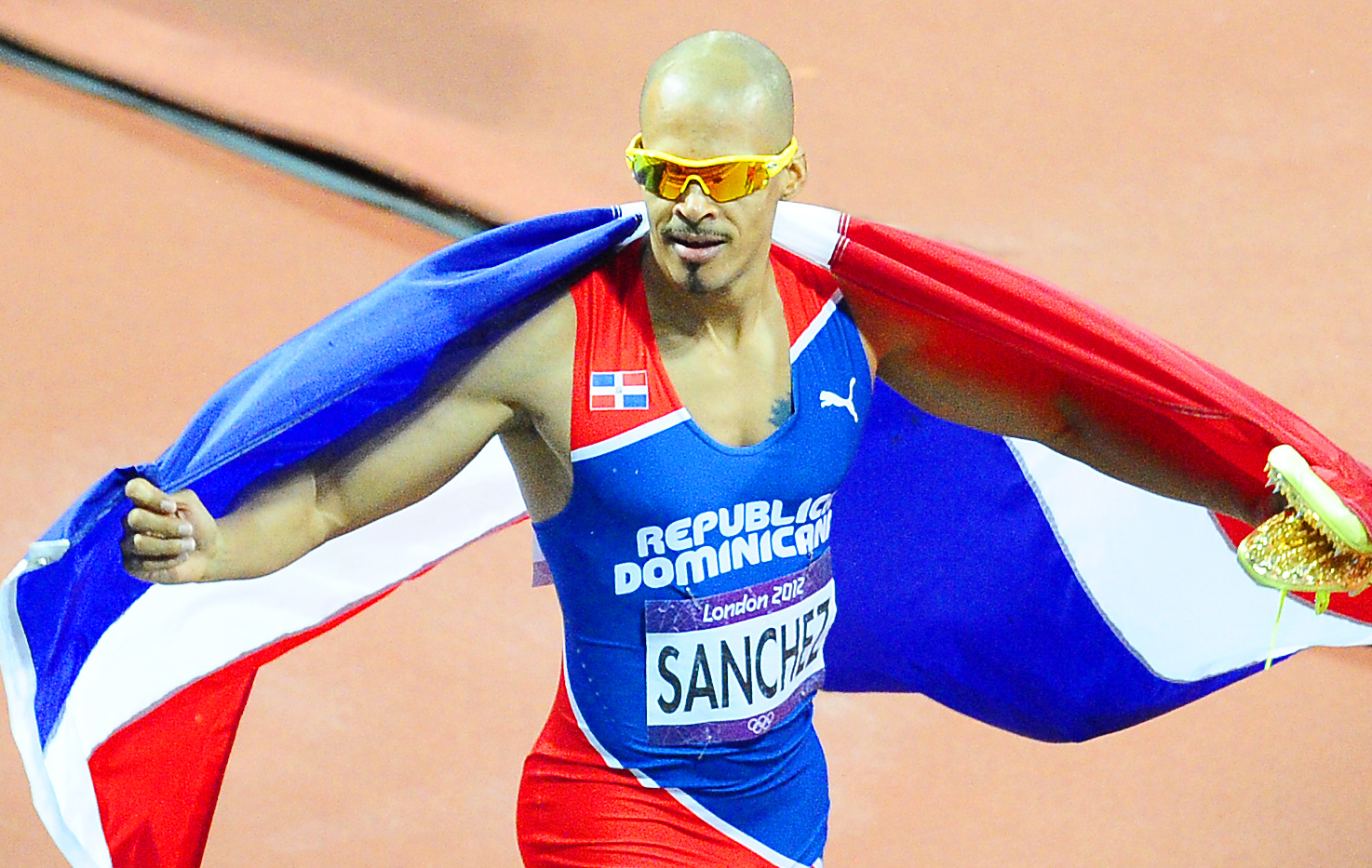
Félix Sánchez – nach acht Jahren das zweite olympische Gold

Für den Endlauf hatten sich alle drei US-Amerikaner qualifiziert. Dazu kamen jeweils ein Teilnehmer aus der Dominikanischen Republik, Großbritannien, Jamaika, Puerto Rico sowie Trinidad und Tobago.
In diesem Finale trafen die Olympiasieger dreier Spiele aufeinander. 2000 und 2008 hatte der US-Amerikaner Angelo Taylor Gold gewonnen, 2004 hatte der Sieger Félix Sánchez geheißen, der aus der Dominikanischen Republik kam. Mit guten Chancen starteten außerdem der US-Amerikaner Kerron Clement, Weltmeister von 2007 und 2009, Michael Tinsley, der die US-Olympiaausscheidungen gewonnen hatte, sowie der amtierende Weltmeister David Greene aus Großbritannien.
Das Rennen wurde zunächst von Sánchez, Taylor und dem Puerto Ricaner Javier Culson angeführt. Taylor hatte sich leicht nach vorne geschoben, kam jedoch an der achten Hürde aus dem Rhythmus. An der neunten Hürde übernahm Sánchez die Führung, dicht gefolgt von Culson. Auf der Zielgeraden hatte Sánchez das größte Stehvermögen und gewann die Goldmedaille in der Zeit von 47,63 s, die identisch war mit seiner Siegerzeit von 2004. Auf den letzten Metern arbeitete sich Tinsley nach vorne und kam noch vor Culson als Zweiter ins Ziel. Weltmeister Greene wurde Vierter, Taylor Fünfter.
Kevin Youngs olympischer Rekord und Weltrekord aus dem Jahr 1992 von 46,78 s blieb auch bei diesen Spielen völlig ungefährdet.
Javier Culson gewann die erste Medaille Puerto Ricos in dieser Disziplin.

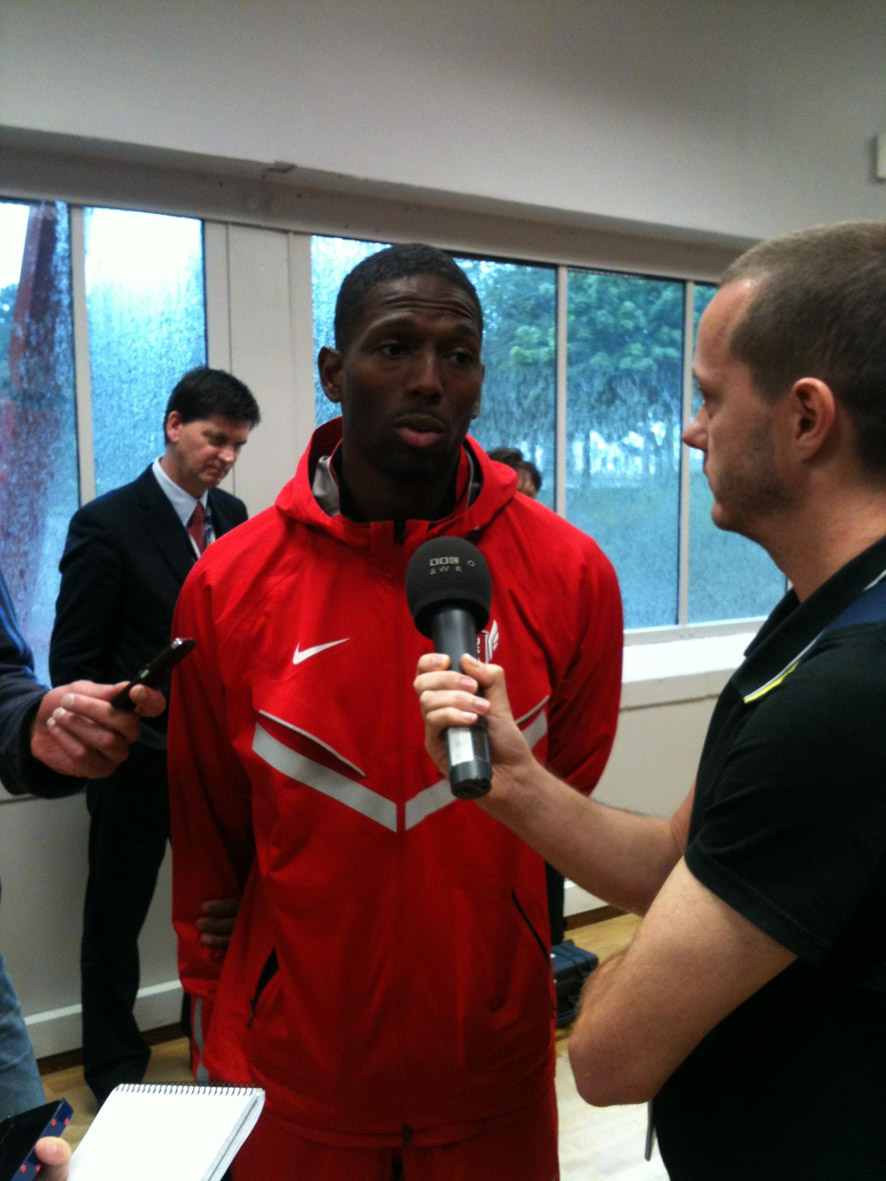
Silbermedaille: Michael Tinsley
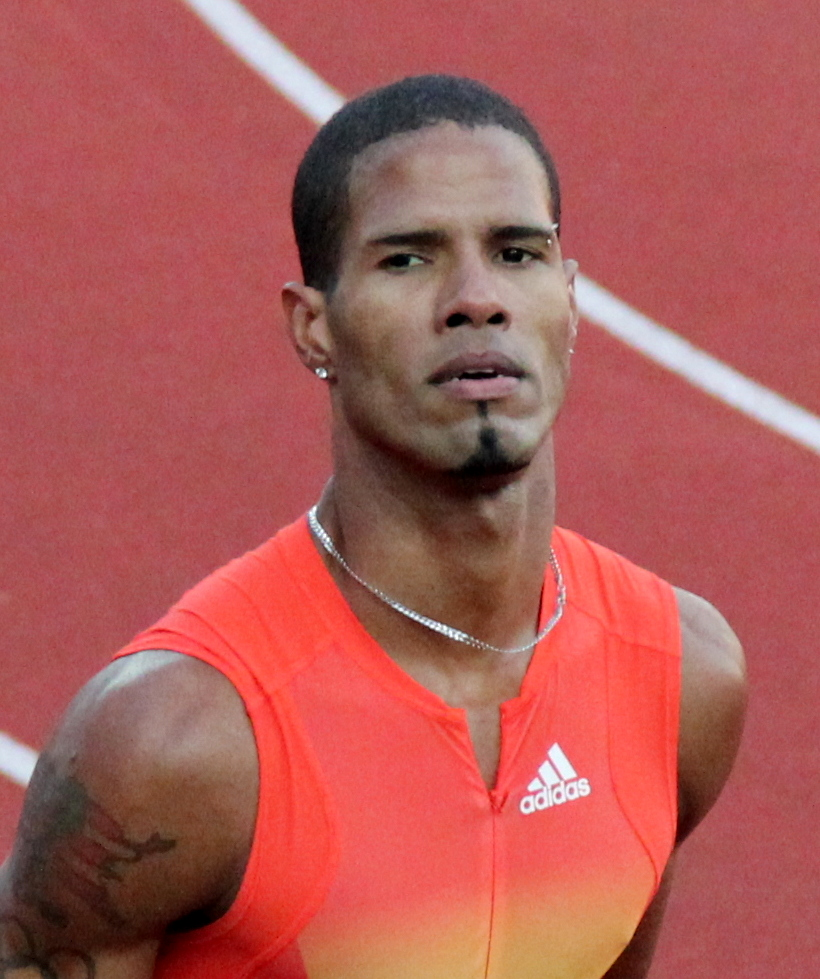
Bronzemedaille: Javier Culson
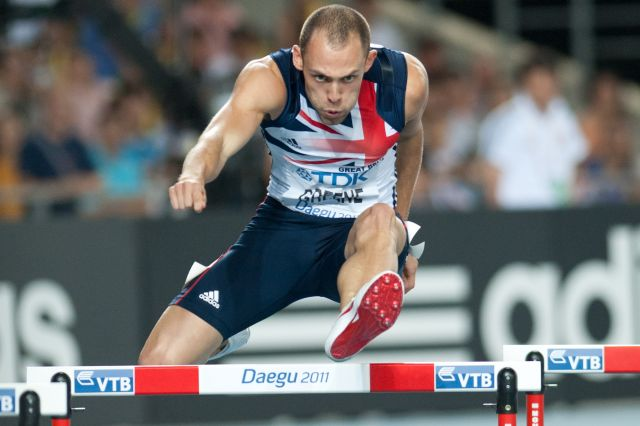
David Greene erreichte Platz vier
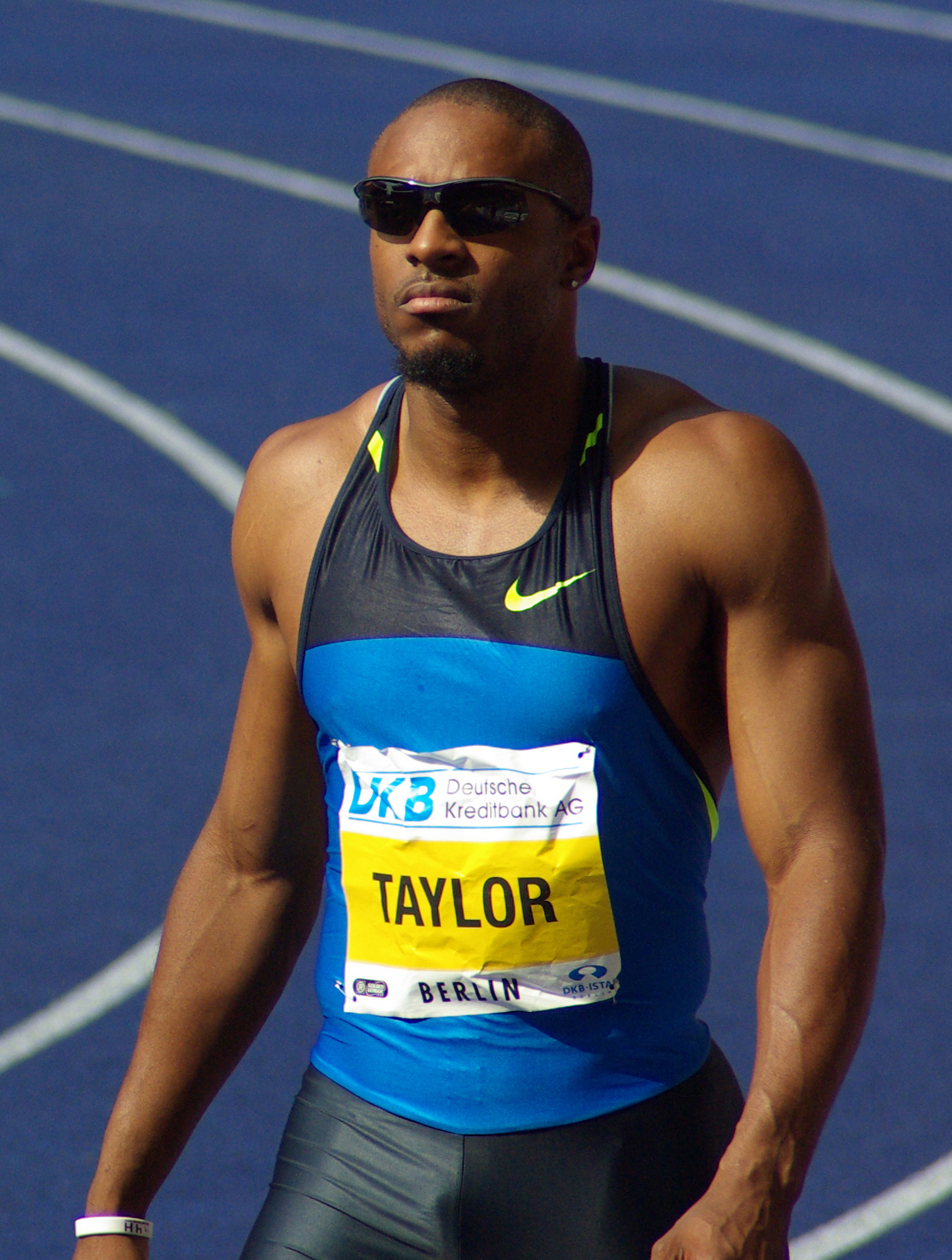
Angelo Taylor belegte im Finale Rang fünf

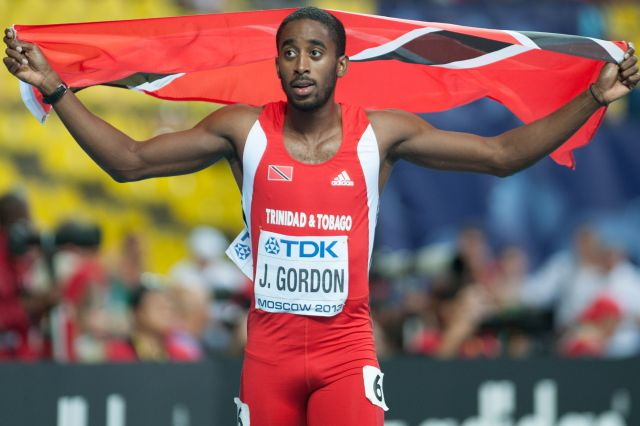
Jehue Gordon kam auf den sechsten Platz
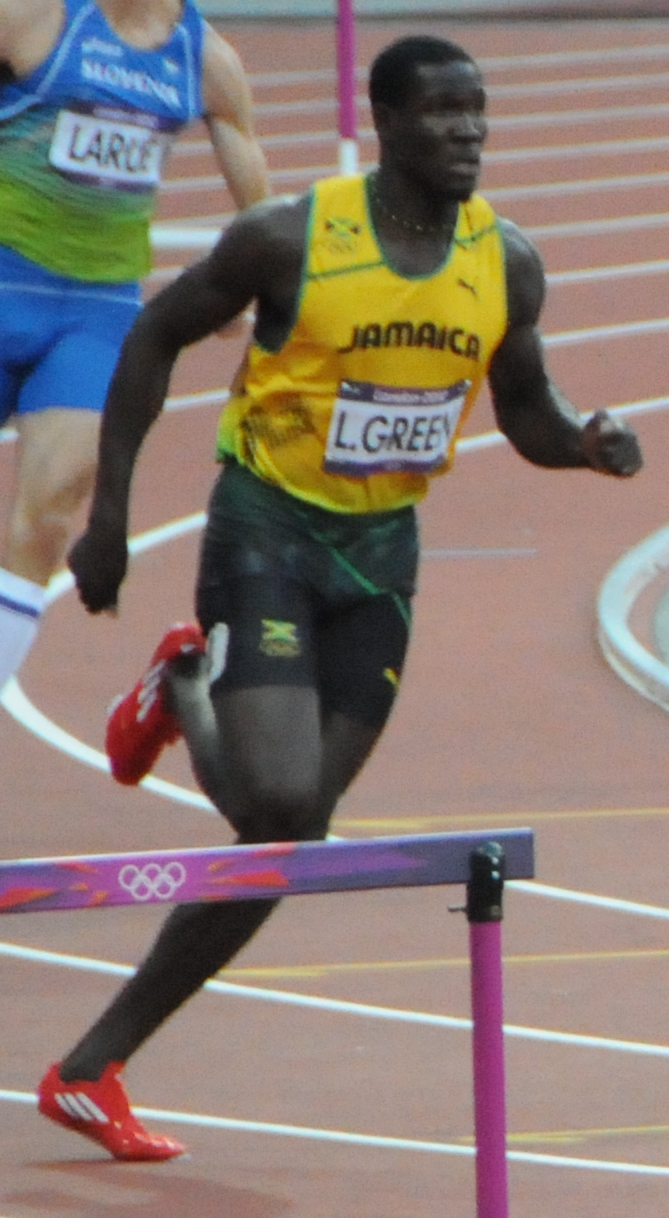
Leford Green wurde Olympiasiebter
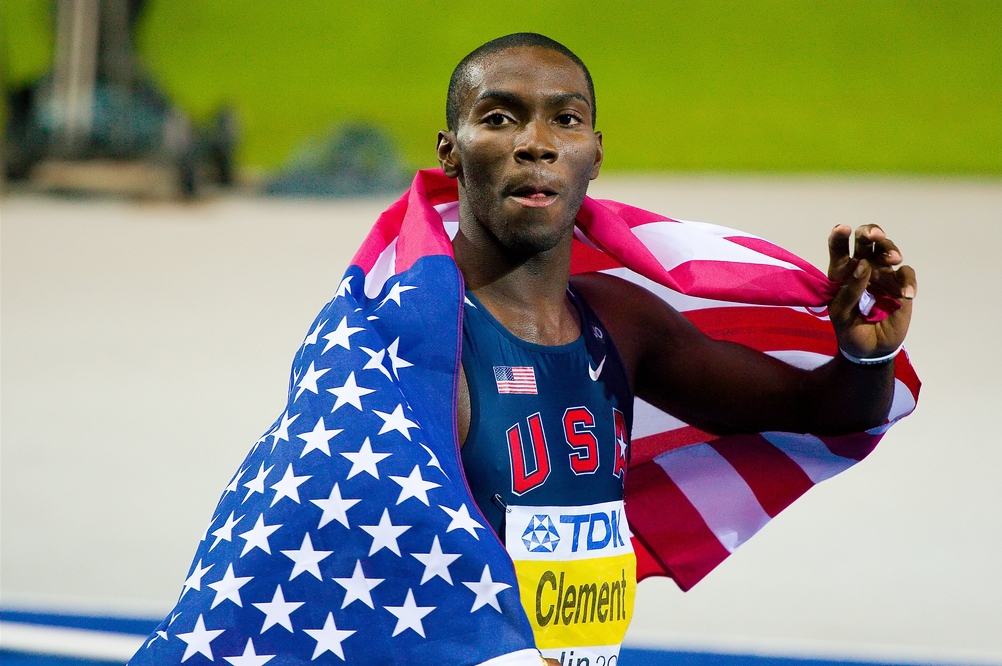
Platz acht für Kerron Clement

## Videolinks
- Athletics Men's 400m Hurdles Round 1 (6 Heats) - Full Replay -- London 2012 Olympic Gam, youtube.com, abgerufen am 26. März 2022
- Dai Green 400m hurdles semi final Olympics London 2012, youtube.com, abgerufen am 26. März 2022
- 2012 Olympic Games 400m Hurdles Semi Final Brendan Cole www.mattybdept.com, youtube.com, abgerufen am 26. März 2022
- Felix Sanchez Wins 400m Hurdles Gold, London 2012 Olympics, youtube.com, abgerufen am 26. März 2022
- Athletics Men's 400m Hurdles Gold Final - Full Replay -- London 2012 Olympic Games, youtube.com, abgerufen am 26. März 2022